# 榊原暢宏
榊原 暢宏（さかきばら のぶひろ、1967年3月22日 - ）は、日本の実業家。ジャパンベストレスキューシステム株式会社創業者。同社代表取締役を務めた。

## 人物・来歴
愛知県名古屋市生まれ。中京大学附属中京高等学校を経て、1989年に大阪経済法科大学経済学部卒業後、アクロスに入社し、名古屋PARCOの店舗スタッフとなった。5年後に退職すると決め、副業も含めて2000万円を貯め、1994年にノアを設立し、取締役に就任。1997年日本二輪車ロードサービスを設立し、代表取締役に就任。1999年ジャパンベストレスキューシステムに商号変更。2005年東京証券取引所マザーズ市場に上場。2007年東京証券取引所市場第一部に市場変更、同年名古屋証券取引所に上場。2023年代表取締役を退任、2024年1月に保有株式も株式公開買付けへの応募により譲渡し、同社の経営から退いた。